# 山葶苈
山葶苈（学名：Draba multiceps）为十字花科葶苈属下的一个种。

## 扩展阅读
- 維基物種上的相關：山葶苈